# Isolotti Artizze
Gli isolotti Artizze o Jarta piccoli sono due isolotti disabitati della Dalmazia settentrionale, in Croazia, situati nel mare Adriatico a nord-ovest di Arta Grande. Amministrativamente appartengono al comune di Morter-Incoronate, nella regione di Sebenico e Tenin.

## Geografia
I due isolotti, di forma arrotondata, si trovano nelle acque del canale di Vergada (Vrgadski kanal) a nord-ovest di Arta Grande, circa 1,5 km dalla costa dalmata e 2 km a nord-est di Vergada.
- Artizze Grande[3] o Jarta piccolo[7] (Artica, Artica Vela o Velika), ha un diametro di circa 200 m[1], ha una superficie di 0,03 km²[8], un'altezza di 14 m[1] e uno sviluppo costiero di 0,63 km[8]; si trova a circa 400 m[1] da Arta Grande e a 220 m[1] da Artizze Piccolo. Ha un piccolo faro a ovest[9].
- Artizze Piccolo[3] (Artica Mala o Ula), ha un diametro di circa 120 m[1], un'area di 0,013 km²[5] e un'altezza di 14 m[1]; si trova a circa 280 m[1] da Arta Grande 43°52′02″N 15°31′55″E.

### Isole adiacenti
- Artine (Artina), 1,9 km[1] a ovest.

### Cartografia
- (HR) Mappa topografica della Croazia 1:25000, su preglednik.arkod.hr. URL consultato il 10 settembre 2017.
- Carta di cabottaggio del mare Adriatico, foglio VII, Milano, Istituto geografico militare, 1822-1824. URL consultato il 10 settembre 2017 (archiviato dall'url originale il 13 aprile 2013).